# Igreja de São Pedro (Croydon)

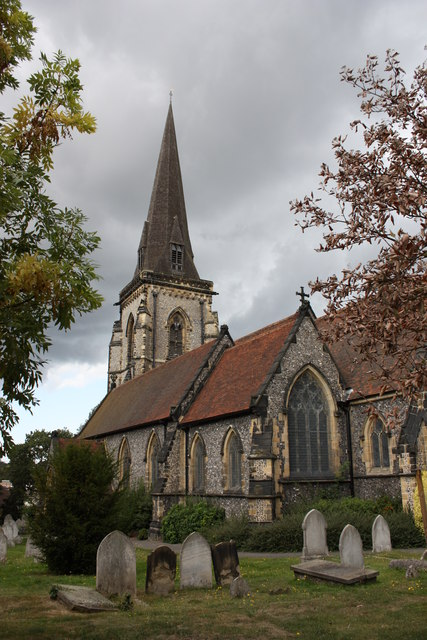
Igreja de São Pedro

A Igreja de São Pedro é uma igreja listada como Grau II em South Croydon, Londres, Inglaterra. Foi projetada por George Gilbert Scott e dedicado em 1851.